# Voyelle moyenne antérieure arrondie
La voyelle moyenne antérieure arrondie est une voyelle utilisée dans certaines langues. Son symbole dans l'alphabet phonétique international est [ø̞] ou [œ̝], et son équivalent en symbole X-SAMPA est 2_o.
En 1940, Bernard Bloch (en) et George L. Trager (en) proposent d’utiliser le symbole o barré réfléchi ‹ o⃥ › pour représenter une voyelle moyenne antérieure arrondie.
Dans la transcription Dania, le o barré réfléchi ‹ o⃥ › est utilisé pour transcrire une voyelle moyenne antérieure arrondie.

## Langues
Le français ne possède pas le /ø̞/ comme voyelle distincte. Cependant, dans certains parlers le schwa se prononce comme une voyelle mi-ouverte antérieure arrondie [œ] sauf devant une pause, comme dans sur ce, prends-le, où il oscille entre [œ] et une voyelle très proche sinon identique à la voyelle mi-fermée antérieure arrondie de peu [ø].
Le francoprovençal valdôtain utilise [ø̞].
En danois, [ø̞] est utilisé, par exemple dans høne [ˈhœ̝ːnə] « poule ».